# El señor Galíndez
El señor Galíndez és una pel·lícula del gènere drama de 1984, dirigida per Rodolfo Kuhn, que al seu torn la va escriure (el guió està basat en l'obra El señor Galindez d'Eduardo Pavlovsky), protagonitzada per Héctor Alterio, Joaquín Hinojosa i Antonio Banderas, entre d'altres.
El film va ser realitzat per Rodolfo Kuhn P.C. i la seva data d'estrena va ser el 14 de febrer de 1984.

## Argument
Uns homes que fan el que uns altres no volen fer, treballen per a l'enigmàtic Senyor Galíndez, amb qui mai van tenir contacte, els donen com a objectiu preparar a un recluta nou.

## Repartiment
- Héctor Alterio... Beto
- Joaquín Hinojosa... Pepe
- Antonio Banderas... Eduardo
- María Casanova ... María
- Cecilia Roth... Coca